# 那須塩原都市圏
那須塩原都市圏（なすしおばらとしけん）は、栃木県那須塩原市を中心とする都市圏である。

## 定義
一般的な都市圏の定義については都市圏を参照。

### 「10% 都市圏」（通勤圏）
- 那須塩原市を中心都市、大田原市を副中心都市とする都市雇用圏（10% 通勤圏、中心数は2）の人口は25万7649人（2010年国勢調査基準）。
- 中心 DID（人口集中地区）人口は3万1654人（2010年）。

都市雇用圏（10% 通勤圏）の変遷
| 自治体 ('80) | 1980年                   | 1990年                   | 1995年                   | 2000年                   | 2005年                     | 2010年                     | 自治体 ('06) |
| ------------ | ------------------------ | ------------------------ | ------------------------ | ------------------------ | -------------------------- | -------------------------- | ------------ |
| 那須町       | 黒磯 都市圏 7万3363人    | 黒磯 都市圏 7万9014人    | 黒磯 都市圏 8万3023人    | 黒磯 都市圏 8万5713人    | 那須塩原 都市圏 25万6433人 | 那須塩原 都市圏 25万7649人 | 那須町       |
| 黒磯市       | 黒磯 都市圏 7万3363人    | 黒磯 都市圏 7万9014人    | 黒磯 都市圏 8万3023人    | 黒磯 都市圏 8万5713人    | 那須塩原 都市圏 25万6433人 | 那須塩原 都市圏 25万7649人 | 那須塩原市   |
| 塩原町       | -                        | -                        | -                        | -                        | 那須塩原 都市圏 25万6433人 | 那須塩原 都市圏 25万7649人 | 那須塩原市   |
| 西那須野町   | 大田原 都市圏 10万0083人 | 大田原 都市圏 11万1945人 | 大田原 都市圏 11万6708人 | 大田原 都市圏 12万2127人 | 那須塩原 都市圏 25万6433人 | 那須塩原 都市圏 25万7649人 | 那須塩原市   |
| 大田原市     | 大田原 都市圏 10万0083人 | 大田原 都市圏 11万1945人 | 大田原 都市圏 11万6708人 | 大田原 都市圏 12万2127人 | 那須塩原 都市圏 25万6433人 | 那須塩原 都市圏 25万7649人 | 大田原市     |
| 湯津上村     | 大田原 都市圏 10万0083人 | 大田原 都市圏 11万1945人 | 大田原 都市圏 11万6708人 | 大田原 都市圏 12万2127人 | 那須塩原 都市圏 25万6433人 | 那須塩原 都市圏 25万7649人 | 大田原市     |
| 黒羽町       | 大田原 都市圏 10万0083人 | 大田原 都市圏 11万1945人 | 大田原 都市圏 11万6708人 | 大田原 都市圏 12万2127人 | 那須塩原 都市圏 25万6433人 | 那須塩原 都市圏 25万7649人 | 大田原市     |
| 矢板市       | -                        | 矢板 都市圏 3万5585人    | 矢板 都市圏 3万6650人    | 矢板 都市圏 3万6444人    | 那須塩原 都市圏 25万6433人 | 那須塩原 都市圏 25万7649人 | 矢板市       |

- 1982年4月1日：塩谷郡塩原町が那須郡へ転属する。
- 2005年1月1日：黒磯市、那須郡西那須野町、塩原町が合併し那須塩原市となる。
- 2005年10月1日：那須郡湯津上村、黒羽町が大田原市へ編入する。